# Arapaho (språk)
Arapaho (eget namn: Hinónoʼeitíít) är ett utdöende algonkinspråk som talas av arapahoindianer. Antal talare är cirka 1000 varav största delen bor i Wyoming men det finns också ett mindre antal talare i Oklahoma. Största delen av talarna är över 60-åriga och använder också engelska.
Språket skrivs med latinska alfabetet. Endast några enstaka delar av Bibeln har översatts till arapaho.

## Fonologi

### Konsonanter
|             | Labial | Dental | Alveolar | Palatal | Velar | Glottal |
| ----------- | ------ | ------ | -------- | ------- | ----- | ------- |
| Nasal       |        |        | n        |         |       |         |
| Klusil      | p~b    |        | t~d      |         | k~g   | ʔ       |
| Affrikat    |        |        |          | t͡ʃ~d͡ʒ   |       |         |
| Frikativ    |        | θ      | s        |         | x     | h       |
| Approximant |        |        |          | j       | w     |         |

Källa:

### Vokaler
|               | Främre | Bakre |
| ------------- | ------ | ----- |
| Nästan sluten | ɪ      | ʊ     |
| Halvöppen     | ɛ      | ɔ     |

Källa:

## Lexikon och grammatik
Verb är ett centralt element i arapaho och största delen av språkets substantiv stammar från verb:
| Arapaho              | Svenska | Bokstavligen           |
| -------------------- | ------- | ---------------------- |
| touyuu               | kopp    | "det håller saker"     |
| heenisono' woxuuhoox | giraff  | "det har en lång hals" |
| koonoh'e'enoo'       | dator   | "det vet allt"         |